# Новоселівка (Богодухівська міська громада)
Новосе́лівка — село у Крисинському старостинському окрузі Богодухівської міської громади Богодухівського району Харківської області України. Відстань до райцентру становить понад 14 км і проходить автошляхом Р46.
- Поштове відділення: Максимівське

## Географія
Село Новоселівка знаходиться біля витоків річки Крисинка. На річці та її притоках численні загати. Нижче за течією примикає село Крисине. Вище за течією — селища Максимівка і Таверівка. До села примикають невеликі лісові масиви. Поруч проходить автомобільна дорога Р46. На відстані 4 км знаходиться залізнична станція Максимівка.

## Історія
- 1889 рік — дата заснування.
- 12 червня 2020 року, відповідно до розпорядження Кабінету Міністрів України № 725-р «Про визначення адміністративних центрів та затвердження територій територіальних громад Харківської області», село увійшло до Богодухівської міської громади[1].
- 19 липня 2020 року, в результаті адміністративно-територіальної реформи та ліквідації Богодухівського району (1923—2020), село увійшло до складу новоутвореного Богодухівського району Харківської області[2].

## Населення

### Мова
Розподіл населення за рідною мовою за даними перепису 2001 року:
| Мова       | Відсоток |
| ---------- | -------- |
| українська | 97,02%   |
| білоруська | 1,98%    |
| російська  | 1,00%    |
| румунська  | 0,50%    |
| інші       | 0,12%    |